# Friedrich Wilhelm August Argelander
Friedrich Wilhelm August Argelander (22. března 1799, Memel (Klaipeda) – 17. února 1875) byl německý astronom, který se zabýval sférickou astronomií a fotometrií. Ve svém hlavním díle Benner Durchmusterung zavedl desetiny hvězdných velikostí. Je po něm pojmenována metoda pozorování proměnných hvězd, kterou navrhl, a kráter Argelander na Měsíci.
V roce 1863 získal ocenění Gold Medal of the Royal Astronomical Society.